# World Heavyweight Championship (National Wrestling Association)
El World Heavyweight Championship fue un Campeonato Mundial Peso Pesado de lucha libre perteneciente a la National Wrestling Association (NWA), una rama de la National Boxing Association (NBA). El título tuvo existencia desde 1929 hasta 1949, cuando fue unificado con el NWA World Heavyweight Championship de la National Wrestling Alliance.

## Lista de campeones
| Luchador             | N.º | Fecha                    | Días | Show o evento           | Notas |
| -------------------- | --- | ------------------------ | ---- | ----------------------- | --- |
| Jim Londos           | 1   | 6 de junio de 1930       | 1847 | Filadelfia, Pensilvania | Ver listaEs reconocido como el primer campeón oficial de la National Wrestling Association, luego de derrotar a Dick Shikat por el Campeonato Mundial NYSAC, luego destronó a Gus Sonnenberg por el Campeonato Mundial en julio de 1929. También ganó el NYSAC World Title en junio de 1934 y unifició ambos títulos. |
| Danno O'Mahony       | 1   | 27 de junio de 1935      | 249  | Boston, Massachusetts   | Ver listaDerrotó a Ed Don George el 30 de julio de 1935 unificando el Boston AWA World Title y convirtiéndose en el "Campeón Mundial Unificado". |
| Dick Shikat          | 1   | 2 de marzo de 1936       | 54   | Nueva York, Nueva York  | |
| Ali Baba             | 1   | 25 de abril de 1936      | 62   | Detroit, Míchigan       | |
| Everett Marshall     | 1   | 26 de junio de 1936      |      | Columbus, Ohio          | |
| Vacante              |     | septiembre de 1936       |      |                         | Ver listaTítulo vacante cuando la NBA y la NWA recomendaron a sus pares realizar un torneo. |
| John Pesek           | 1   | 13 de septiembre de 1937 |      |                         | Ver listaTítulo entregado a Pesek es el único contendiente en depositar una fianza de $ 1000. |
| Vacante              |     |                          |      |                         | Ver listaPesek fue despojado del título. |
| Lou Thesz            | #   | 29 de diciembre de 1937  | 44   | San Luis, Misuri        | Ver listaSe desconoce su reconocimiento como reinado legítimo. |
| Steve Casey          | 1   | 11 de febrero de 1938    |      | Boston, Massachusetts   | |
| Vacante              |     | septiembre de 1938       |      |                         | Ver listaCasey fue despojado del título por encontrarse fuera del país. |
| Everett Marshall     | 2   | 14 de septiembre de 1938 | 162  |                         | Ver listaTítulo entregado en la reunión anual de la NBA/NWA. |
| Lou Thesz            | 1   | 23 de febrero de 1939    | 120  | San Luis, Misuri        | |
| Bronko Nagurski      | 1   | 23 de junio de 1939      | 258  | Houston, Texas          | |
| Ray Steele           | 1   | 7 de marzo de 1940       | 369  | San Luis, Misuri        | |
| Bronko Nagurski      | 2   | 11 de marzo de 1941      | 86   | Houston, Texas          | |
| Sandor Szabo         | 1   | 5 de junio de 1941       | 259  | San Luis, Misuri        | |
| Bill Longson         | 1   | 19 de febrero de 1942    | 230  | San Luis, Misuri        | |
| Yvon Robert          | 1   | 7 de octubre de 1942     | 51   | Montreal, Quebec        | |
| Bobby Managoff       | 1   | 27 de noviembre de 1942  | 84   | Houston, Texas          | |
| Bill Longson         | 2   | 19 de febrero de 1943    | 1463 | San Luis, Misuri        | |
| Whipper Billy Watson | 1   | 21 de febrero de 1947    | 63   | San Luis, Misuri        | |
| Lou Thesz            | 2   | 25 de abril de 1947      | 210  | San Luis, Misuri        | |
| Bill Longson         | 3   | 21 de noviembre de 1947  | 232  | Houston, Texas          | |
| Lou Thesz            | 3   | 10 de julio de 1948      | 505  | Indianápolis, Indiana   | |
| Título retirado      |     | 27 de noviembre de 1949  |      |                         | Ver listaTítulo unificado con el World Heavyweight Championship de la National Wrestling Alliance. |